# Accipiter poliogaster
Accipiter poliogaster е вид птица от семейство Ястребови (Accipitridae). Видът е почти застрашен от изчезване.

## Разпространение
Разпространен е в Аржентина, Боливия, Бразилия, Колумбия, Еквадор, Френска Гвиана, Гвиана, Парагвай, Перу, Суринам и Венецуела.